# Wilhelm Butte
Wilhelm Butte (* 16. September 1772 in Treis an der Lumda; † 1833 in Berlin) war Lehrer, Prinzenerzieher, Pfarrer und Professor für Statistik und Staatswissenschaften sowie königlich preußischer Regierungsrat.

## Leben
Wilhelm Butte war der Sohn des Pfarrers Johannes Martin Gottfried Butte. Von 1790 bis 1792 studierte er Theologie an der Ludwigsuniversität Gießen. Ab 1792 war er Gymnasiumsprofessor am Paedagogium in Gießen. 1794 wurde er Rat und Prinzenerzieher am landgräflichen Hof in Darmstadt.
Von 1796 bis 1804 hatte Butte die Pfarrstelle in Berstadt inne. Dort schrieb er die „Statistisch=politisch und kosmopolitischen Blikke in die Hessen-Darmstädtischen Lande“. In Berstadt heiratete er Karoline Maria Henriette Rumpf, die Tochter des Oberkleener Pfarrers Eberhard Rumpf. Hier wurden dem Paar zwei Töchter und ein Sohn geboren.
Es gab allerdings erheblichen Unfrieden mit einigen Dorfbewohnern. Noch elf Jahre nach seinem Tode gab es Streitigkeiten wegen einiger Grundstückangelegenheiten, die er angeblich zum Nachteil der Kirchengemeinde getätigt hatte. Besonders seine „Statistisch=politisch und kosmopolitischen Blikke“ erregten wegen ihrer Kritik an der Lebensweise der Wetterauer Bevölkerung erheblichen Unmut.
Ab 1804 arbeitete er als Privatdozent und promovierte in Gießen bei August Friedrich Wilhelm Crome in Kameralistik. Crome schrieb über Butte 1822
„Der Verfasser war damals Prediger zu Berstadt in der Wetterau, schrieb aber zu freimüthig, um nicht verkannt oder verfolgt zu werden. Und doch ist sein Werk ebenso lehrreich, als reichhaltig, und enthält so viele theuere Wahrheiten, die aber vielen einheimischen Lesern nicht gefielen, weil die Medicin zu bitter schien, so sehr der Verfasser sie auch durch eine lebendige (wiewohl etwas umständliche und weitläufige) Darstellung angenehm zu machen gesucht.“
Butte wurde 1807 zum Professor für Statistik und Staatswissenschaften an der Universität Landshut ernannt. Er galt als ein Anhänger von Gottfried Achenwall.  Schließlich arbeitete er als königl. preuß. Regierungsrat in Köln bis ca. 1827. Der Abschied aus Bonn war „unfreiwillig,“ wie er selbst schrieb. In der Umsetzung der Preußischen Reformen Hardenbergs verlor er seine Stelle, aber nicht seine Bezüge. Er zog nach Bonn und versuchte eine Lehrtätigkeit an der erst 1818 gegründeten Rheinischen Friedrich-Wilhelms-Universität aufzunehmen. 1833 zog er nach Berlin, wo er noch im gleichen Jahr starb.

## Persönlichkeit
Der Pfarrer Friedrich Ludwig Textor aus Romrod übte Kritik in seiner „Charakteristik der jetzt lebenden bekanntesten Hessen-Darmstädtischen Theologen“ an dem sich weltlich kleidenden Butte:
„Um des Friedens und mitunter auch um der guten Sache willen, möchten wir Herrn Butte, für den wir wirklich Achtung haben, den freundschaftlichen Rath ertheilen, bei der Convenienz mehr nachzugeben, und uns aus seiner Art, sich zu kleiden, weniger errathen lassen: ob er zu unserem, oder einem heterogen Orden gehöre.“
In der Allgemeinen Deutschen Bibliothek heißt es über Butte: „Ein gedanken- und kenntnißreicher Schriftsteller, der aber durch seine unfruchtbare Speculation und metaphysische Auffassung der staatlichen Verhältnisse fast ungenießbar ist.“

## Werke
- Statistisch-politische und kosmopolitischen Blikke auf die Hessen-Darmstädtischen Lande. Gießen 1804.
- Versuch der Begründung eines endlichen und durchaus neuen Systems der sogenannten Polizeywissenschaft, Theil 1.  Landshut 1807.
- Die Statistik als Wissenschaft bearbeitet. Landshut 1808.
- Entwurf seines systematischen Lehrkurses auf der Grundlage seiner Generaltabelle : ein Beitrag zur Architektonik der reinen (von Kameral- und Jurisscienz geschiedenen) Staatswissenschaft. Landshut 1808
- Bemerkungen und Vorschläge betreffend die öffentliche Aufzeichnung der Momente des menschlichen Lebens: mit besonderer Rücksicht auf die Napoleonischen Register des Civilstandes. 1810
- Grundlagen der Arithmetik des menschlichen Lebens, nebst Winken für deren Anwendung auf Geographie, Staats- und Natur-Wissenschaft, nebst IX Tabellen, Landshut 1811.
- Prolégomènes de l'arithmétique de la vie humaine, contenant la classification générale des talens, l'échelle des âges de l'homme, et une formule d'evaluation de toutes les situations géographiques; d'après un même système. Paris 1812.
- Politische Betrachtung über die großen Vortheile, welche die von Frankreich ausgegangene Verwüstung Europas in der besseren Zukunft gewähren kann und soll. Leipzig 1814.
- Ideen über das politische Gleichgewicht von Europa mit besonderer Rücksicht auf die jetzigen Zeitverhältnisse. Leipzig 1814 (gemeinsam mit Adam Friedrich Baumgärtner veröffentlicht).
- Erinnerung an meine teutschen Landsleute, welche versucht seyn sollten aus Europa zu wandern. Köln 1816.
- Provinzial-Blätter für die Preussischen Länder am Rhein und in Westphalen (Großherzogthum Nieder-Rhein, Herzogthum Jülich, Cleve, Berg, Provinz Westphalen) 1. Bd., Köln 1817.
- Die Biotomie des Menschen; oder, Die Wissenschaft der Natur-Eintheilungen des Lebens als Mensch, als Mann und als Weib nach seinen aufsteigenden und absteigenden Linien, seinen Perioden, Epochen, Stufen und Jahren, in ihrem Normal=Bestand und in ihren Wechseln. Bonn 1829
- Wilhelm Butte, Dr. Buttes, allgemeine Wissenschafts-Ansichten, mit besonderer Beziehung auf Staats- und Kameralwissenschaft in ihrem neuesten, noch vielfältig zu verbessernden Zustande. Zugleich Einladungs=Schrift zu den Vorlesungen, welche der Verfasser bei seiner versuchsweisen Rückkehr zum akademischen Lehr=Amte, an der Universität Bonn zu halten beabsichtigt. Bonn 1827.
- Die polnisch-russische Angelegenheit, unter den Gesichts-Punkten rascher, definitiver, zugleich der europäischen Staats-Intelligenz würdiger Erledigung : und zwar unabhängig von noch längerem Widerstand, oder baldiger äusserer Besiegung der Polen : ein Nachtrag zu seiner Kriegs-Frage / von Wilhelm Butte. Leipzig 1831.